# Socha svatého Jana Nepomuckého (Stračov)
Barokní pískovcová socha svatého Jana Nepomuckého se nalézá před kostelem svatého Jakuba Staršího ve středu obce Stračov v okrese Hradec Králové. Socha je od roku 1958 chráněna jako nemovitá kulturní památka ČR.

## Popis
Socha svatého Jana Nepomuckého sestává  z pilíře umístěného na třech pískovcových schodech a zakončeného profilovanou římsou, ve které je umístěn držák lucerny. 
Pilíř je ozdoben po stranách volutami s visícími střepci. Na přední straně je umístěn reliéfní alianční znak donátorů sochy - hrabat z Bredy a Bechyně z Lažan, obklopený fafrnochy a s korunkou v klenotu. Pod erbem se nalézá latinský nápis s chronogramem datujícím pořízení sochy do roku 1730. 
Socha světce v životní velikosti má mírně esovitě prohnutou postavu oděnou v kanovnickém rouchu s biretem na hlavě. Světec drží v náručí krucifix. Socha byla původně polychromovaná.